# Corte Superior de Justicia de Ica
La Corte Superior de Justicia de Ica es el tribunal de apelación cuya sede es la ciudad de Ica, capital del departamento homónimo y cuya competencia se extiende a todo el Distrito Judicial de Ica. Fue creada el 22 de junio de 1936 durante el gobierno de Oscar R. Benavides. Está compuesta por un total de 9 salas superiores que conocen en segunda instancia las sentencias expedidas por los juzgados especializados del distrito judicial.

## Historia
La Corte Suprema de Justicia de Ica fue creada por Resolución Legislativa N.º 8452 del 22 de junio de 1936 emitida por el Congreso Constituyente de 1931 estableciéndose su competencia sobre todo el departamento de Ica.
Posteriormente, mediante Ley N° 8506 del 12 de febrero de 1937, se amplió la jurisdicción para que incluya a las provincias de Castrovirreyna, del vecino departamento de Huancavelica, así como Lucanas y provincia de Parinacochas del también vecino departamento de Ayacucho. En ambos casos las vías de comunicación eran mucho más articuladas con Ica que con sus respectivas capitales de departamento.
Finalmente, la Corte y se instaló el 17 de marzo de 1937 bajo la presidencia de Óscar R. Benavides. Los primeros vocales de la Corte fueron los señores Fernando Guzmán Ferrer, Carlos Gómez Morón, Ricardo Benavides y Alfredo Maguiña Suero y su primer presidente, Miguel de Olarte Farfán.

## Competencia territorial
Según la organización territorial inicial, las Cortes Superiores tenían competencia territorial en el departamento de su sede, el mismo que se correspondía con un determinado Distrito Judicial. Sin embargo, esta división fue modificándose paulatinamente por razones de cercanía comunicativa. En la actualidad la Corte Superior de Justicia de Ica tiene competencia sobre el departamento de Ica pero, adicionalmente, sobre la provincia de Huaytará del vecino departamento de Huancavelica que tiene mejor medios de comunicación con Ica que con la ciudad capital de su departamento.

## Composición
La Corte Superior de Justicia de Ica está conformada por 9 salas superiores:. 
- 2 Salas Civiles con sede en Ica
- 2 Salas Penales con sede en Ica
- 1 Sala Mixta con sede en Chincha Alta
- 1 Sala Penal con sede en Chincha Alta
- 1 Sala Mixta con sede en Pisco
- 1 Sala Penal con sede en Pisco
- 1 Sala Mixta con sede en Nazca

Cada Sala está conformada por tres jueces superiores que, en el Perú, reciben la denominación de "vocales superiores". La reunión de todos los vocales superiores constituyen la "Sala Plena" que es el máximo órgano deliberativo de la Corte Superior. 

## Presidente de la Corte Superior
De conformidad con los artículos 38 y 45 de la Ley Orgánica del Poder Judicial, los vocales eligen un Presidente de la Corte Superior. En el caso de Ica, la elección se realiza el primer jueves del mes de diciembre cada dos años mediante votación secreta de los vocales superiores titulares.
El actual Presidente de la Corte Superior es el doctor Osmar Antonio Albújar de la Roca.